# Jalil (Rapper)

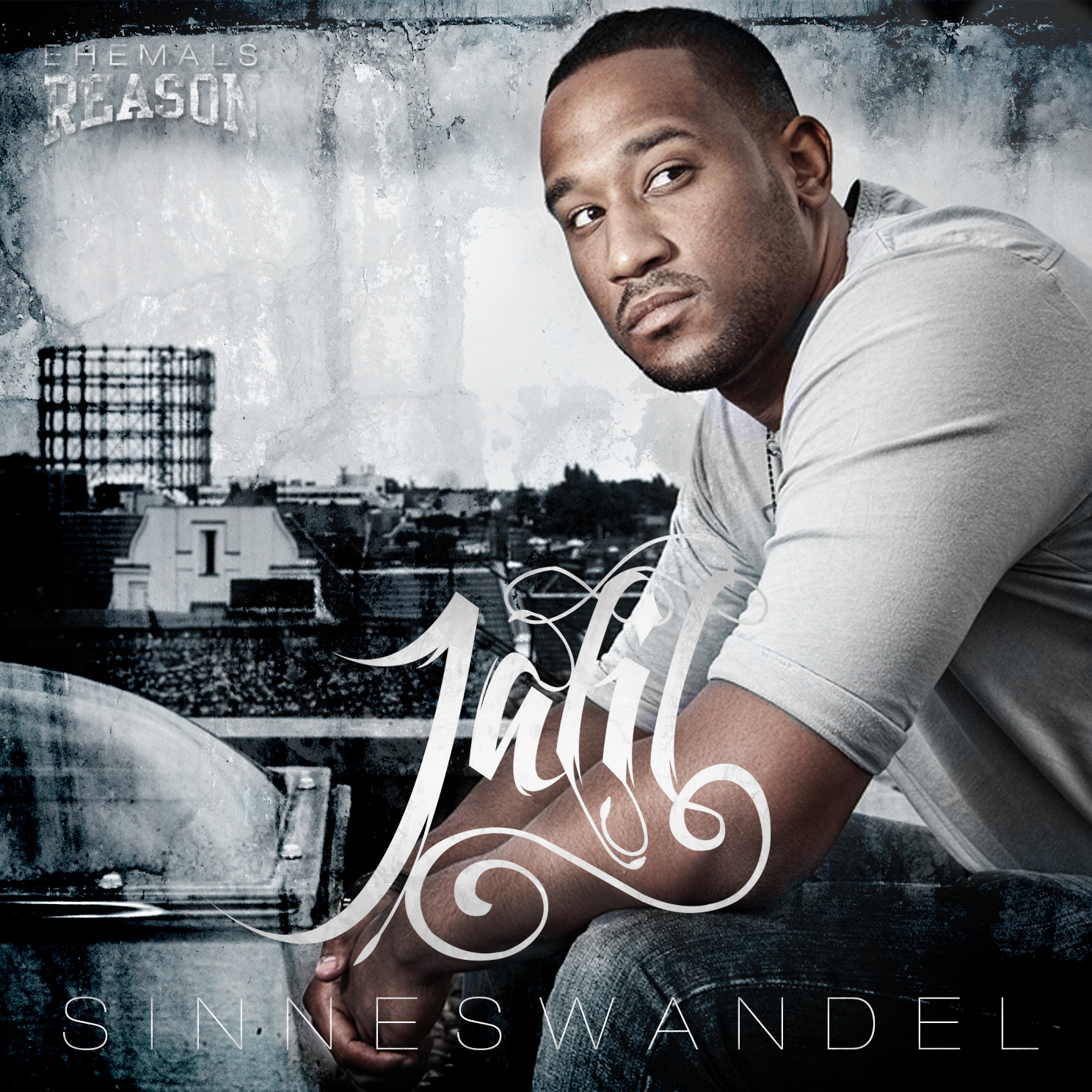
Jalil auf dem Cover seiner EP Sinneswandel (2012)

Jalil (* 13. März 1987 in West-Berlin; bürgerlich Jalil Berkholz; ehemals bekannt als Reason) ist ein deutscher Rapper.

## Leben
Jalils Vater war ein in Deutschland stationierter afroamerikanischer US-Soldat, seine Mutter ist Deutsche. Als er ein Baby war, trennten sich seine Eltern. Mit seiner Schwester wuchs er bei der alleinerziehenden Mutter in der Thermometersiedlung in Berlin-Lichterfelde auf. Das Viertel war überdurchschnittlich durch Kriminalität belastet. Jalil selbst verkaufte zeitweilig Drogen. Mit 19 Jahren zog er aus dem Viertel und wurde mit Anfang 20 Vater eines Sohnes. Er ist mit Enissa Amani verheiratet.
Im September 2023 wirkte er bei Die Verräter – Vertraue Niemandem! mit.

## Musikalische Laufbahn
2004 trat Jalil zum ersten Mal auf einem Sampler von Sha-Karls Label Big Bud Records in Erscheinung. Es folgten weitere Gastbeiträge auf Alben von Sha-Karl und Sady K, bevor er 2008 zum Label Amstaff/Murderbass wechselte und sein erstes Soloalbum Straßenpolitik zum kostenlosen Download im Internet veröffentlichte. Im gleichen Jahr wurde Jalil durch seinen Auftritt beim Song Mehr Kohle auf dem Kollabo-Album Südberlin Maskulin der Rapper Frank White und Godsilla einer größeren Hörerschaft bekannt. Es folgten Gastbeiträge auf den folgenden Soloalben Flers und Sillas, bevor 2010 das Mixtape Weiße Jungs bringen’s nicht ebenfalls zum kostenfreien Download erschien. Kurz darauf verkündete Jalil per Facebook das Ende seiner Rapkarriere, was er jedoch bald zurücknahm und stattdessen sein Comeback ankündigte.
2011 gab der Rapper bekannt, dass er seinen Namen Reason aufgrund von Patentrechten nicht mehr benutzen darf. Seither tritt er unter seinem richtigen Namen Jalil auf. Im Januar 2012 veröffentlichte er seine erste käuflich zu erwerbende EP Sinneswandel über D-Bos Label Wolfpack Entertainment.
Nachdem Jalil 2014 sein Album Radikal über das Label Onemillion Berlin veröffentlichte, kehrte er 2015 wieder zu Flers Label Maskulin zurück. Kurz darauf wurde sein nächstes Album Das Leben hat kein Air System angekündigt, das am 2. Oktober 2015 erschien und Platz 15 der deutschen Charts erreichte. Am 30. Juni 2017 wurde das Kollaboalbum Epic, auf dem Jalil mit Fler zusammenarbeitet, veröffentlicht. Es stieg auf Rang 1 in die deutschen Albumcharts ein.
Am 10. August 2018 veröffentlichte er sein drittes Soloalbum Black Panther. Seine Fangemeinde, die auch einen eigenen Discord-Server hat, nennt er seitdem „Swish Gang“. 2019 beendete er die Zusammenarbeit mit Fler und löste seinen Vertrag bei Maskulin auf. Im Mai 2019 gab Jalil bekannt, einen Labeldeal bei Sony Music unterschrieben zu haben, über das 2021 sein viertes Soloalbum Reset erschien.

## Diskografie

### Studioalben
| Jahr | Titel Musiklabel                                   | Höchstplatzierung, Gesamtwochen, AuszeichnungChartplatzierungen (Jahr, Titel, Musiklabel, Platzierungen, Wochen, Auszeichnungen, Anmerkungen) | Höchstplatzierung, Gesamtwochen, AuszeichnungChartplatzierungen (Jahr, Titel, Musiklabel, Platzierungen, Wochen, Auszeichnungen, Anmerkungen) | Höchstplatzierung, Gesamtwochen, AuszeichnungChartplatzierungen (Jahr, Titel, Musiklabel, Platzierungen, Wochen, Auszeichnungen, Anmerkungen) | Anmerkungen                                  |
| Jahr | Titel Musiklabel                                   | DE | AT | CH | Anmerkungen                                  |
| ---- | -------------------------------------------------- | --- | --- | --- | -------------------------------------------- |
| 2008 | Straßenpolitik                                     | — | — | — | Erstveröffentlichung: 2008 kostenloses Album |
| 2014 | Radikal                                            | — | — | — | Erstveröffentlichung: 10. November 2014      |
| 2015 | Das Leben hat kein Air System Maskulin Music Group | DE15 (1 Wo.)DE | AT23 (1 Wo.)AT | CH15 (1 Wo.)CH | Erstveröffentlichung: 2. Oktober 2015        |
| 2018 | Black Panther                                      | DE7 (1 Wo.)DE | AT31 (1 Wo.)AT | CH19 (1 Wo.)CH | Erstveröffentlichung: 10. August 2018        |
| 2021 | Reset                                              | — | — | — | Erstveröffentlichung: 26. März 2021          |

### Kollaboalben
| Jahr | Titel Musiklabel          | Höchstplatzierung, Gesamtwochen, AuszeichnungChartplatzierungen (Jahr, Titel, Musiklabel, Platzierungen, Wochen, Auszeichnungen, Anmerkungen) | Höchstplatzierung, Gesamtwochen, AuszeichnungChartplatzierungen (Jahr, Titel, Musiklabel, Platzierungen, Wochen, Auszeichnungen, Anmerkungen) | Höchstplatzierung, Gesamtwochen, AuszeichnungChartplatzierungen (Jahr, Titel, Musiklabel, Platzierungen, Wochen, Auszeichnungen, Anmerkungen) | Anmerkungen                                  |
| Jahr | Titel Musiklabel          | DE | AT | CH | Anmerkungen                                  |
| ---- | ------------------------- | --- | --- | --- | -------------------------------------------- |
| 2017 | Epic Maskulin Music Group | DE1 (6 Wo.)DE | AT3 (2 Wo.)AT | CH1 (3 Wo.)CH | Erstveröffentlichung: 30. Juni 2017 mit Fler |

### Mixtapes
| Jahr | Titel Musiklabel            | Höchstplatzierung, Gesamtwochen, AuszeichnungChartplatzierungen (Jahr, Titel, Musiklabel, Platzierungen, Wochen, Auszeichnungen, Anmerkungen) | Höchstplatzierung, Gesamtwochen, AuszeichnungChartplatzierungen (Jahr, Titel, Musiklabel, Platzierungen, Wochen, Auszeichnungen, Anmerkungen) | Höchstplatzierung, Gesamtwochen, AuszeichnungChartplatzierungen (Jahr, Titel, Musiklabel, Platzierungen, Wochen, Auszeichnungen, Anmerkungen) | Anmerkungen                                    |
| Jahr | Titel Musiklabel            | DE | AT | CH | Anmerkungen                                    |
| ---- | --------------------------- | --- | --- | --- | ---------------------------------------------- |
| 2010 | Weiße Jungs bringen’s nicht | — | — | — | Erstveröffentlichung: 2010 kostenloses Mixtape |

### EPs
| Jahr | Titel Musiklabel                    | Höchstplatzierung, Gesamtwochen, AuszeichnungChartplatzierungen (Jahr, Titel, Musiklabel, Platzierungen, Wochen, Auszeichnungen, Anmerkungen, Cover) | Höchstplatzierung, Gesamtwochen, AuszeichnungChartplatzierungen (Jahr, Titel, Musiklabel, Platzierungen, Wochen, Auszeichnungen, Anmerkungen, Cover) | Höchstplatzierung, Gesamtwochen, AuszeichnungChartplatzierungen (Jahr, Titel, Musiklabel, Platzierungen, Wochen, Auszeichnungen, Anmerkungen, Cover) | Anmerkungen                           | Cover |
| Jahr | Titel Musiklabel                    | DE | AT | CH | Anmerkungen                           | Cover |
| ---- | ----------------------------------- | --- | --- | --- | ------------------------------------- | ----- |
| 2012 | Sinneswandel Wolfpack Entertainment | — | — | — | Erstveröffentlichung: 20. Januar 2012 |       |

### Singles
| Jahr | Titel Album                              | Höchstplatzierung, Gesamtwochen, AuszeichnungChartplatzierungen (Jahr, Titel, Album, Platzierungen, Wochen, Auszeichnungen, Anmerkungen) | Höchstplatzierung, Gesamtwochen, AuszeichnungChartplatzierungen (Jahr, Titel, Album, Platzierungen, Wochen, Auszeichnungen, Anmerkungen) | Höchstplatzierung, Gesamtwochen, AuszeichnungChartplatzierungen (Jahr, Titel, Album, Platzierungen, Wochen, Auszeichnungen, Anmerkungen) | Anmerkungen                                          |
| Jahr | Titel Album                              | DE | AT | CH | Anmerkungen                                          |
| ---- | ---------------------------------------- | --- | --- | --- | ---------------------------------------------------- |
| 2012 | Tausend Dinge Sinneswandel               | — | — | — | Erstveröffentlichung: 2012 feat. Giovanna            |
| 2015 | Nino Brown Das Leben hat kein Air System | — | — | — | Erstveröffentlichung: 2015                           |
| 2016 | Sollte so sein Epic                      | — | — | — | Erstveröffentlichung: 2016 mit Fler feat. Mortel     |
| 2017 | Predigt Epic                             | DE76 (1 Wo.)DE | AT72 (1 Wo.)AT | CH93 (1 Wo.)CH | Erstveröffentlichung: 10. Februar 2017 mit Fler      |
| 2017 | Makellos Epic                            | — | — | — | Erstveröffentlichung: 2017 mit Fler                  |
| 2017 | Slowmotion Epic                          | — | — | — | Erstveröffentlichung: 2017 mit Fler                  |
| 2017 | Paradies Epic                            | — | — | — | Erstveröffentlichung: 2017 mit Fler                  |
| 2017 | Hype Epic                                | — | — | — | Erstveröffentlichung: 2017 mit Fler                  |
| 2018 | Wie Mike Black Panther                   | — | — | — | Erstveröffentlichung: 2018                           |
| 2018 | 99 DMs Black Panther                     | — | — | — | Erstveröffentlichung: 2018 feat. Fler & Remoe        |
| 2018 | Kleinkriminell Black Panther             | — | — | — | Erstveröffentlichung: 2018                           |
| 2019 | Ong-Bak –                                | — | — | — | Erstveröffentlichung: 2019                           |
| 2020 | P.Y.P. –                                 | — | — | — | Erstveröffentlichung: 2020                           |
| 2020 | 45 Reset                                 | DE37 (2 Wo.)DE | AT66 (1 Wo.)AT | CH68 (1 Wo.)CH | Erstveröffentlichung: 15. Mai 2020 feat. Samra       |
| 2020 | Moves Reset                              | — | — | — | Erstveröffentlichung: 2020                           |
| 2021 | NBA Reset                                | DE9 (2 Wo.)DE | AT26 (1 Wo.)AT | CH54 (1 Wo.)CH | Erstveröffentlichung: 5. Februar 2021 feat. Bonez MC |
| 2021 | Champion Reset                           | DE— 1DE | — | — | Erstveröffentlichung: 26. Februar 2021 feat. Hanybal |
| 2021 | Rolling Loud –                           | DE— 2DE | — | — | Erstveröffentlichung: 11. Juni 2021 feat. Olexesh    |

### Gastbeiträge und Freetracks

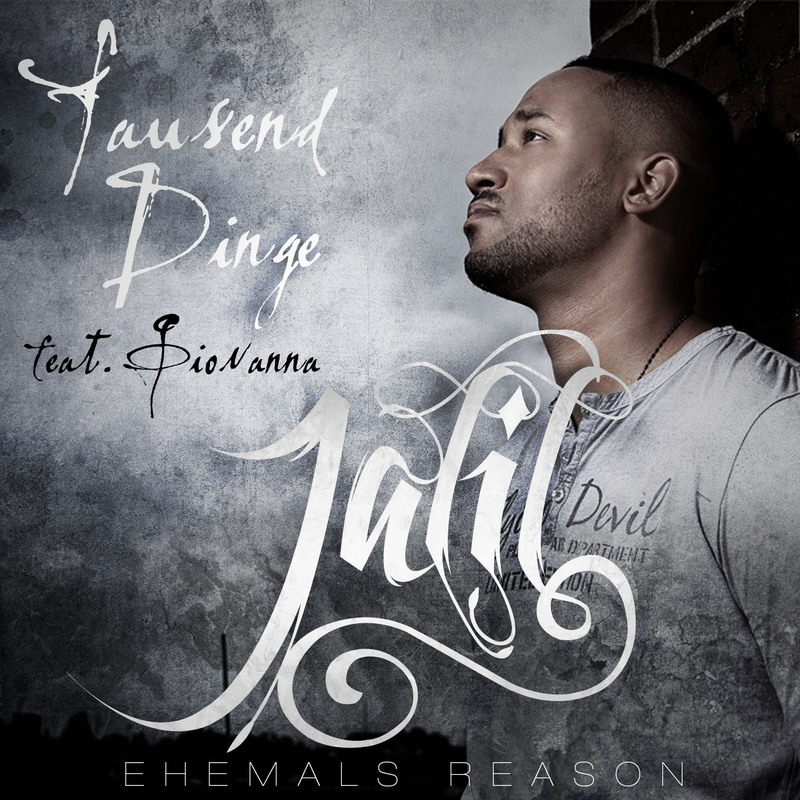
Cover der Single Tausend Dinge

- 2004: Big Bud Bonzen, Cashflow, Wild Out und One Good Reason auf Big Bud Bonzen von Big Bud Records
- 2005: Zu spät auf Dis wars… von Sha-Karl
- 2005: Wo wart ihr früher, Haltet euch und Game Over Anthem auf Vertrau keiner Schlampe von Sady K
- 2008: Mehr Kohle auf Südberlin Maskulin (Premium Edition) von Frank White und Godsilla
- 2009: "Gangsta" Rapper auf Fler von Fler
- 2009: Einer von Vielen auf Bevor die Tränen fließen von B-Lash
- 2010: Schichtwechsel (Disstrack gegen Summer Cem)
- 2010: Halt mich fest und Zu viel geweint auf Flersguterjunge von Fler
- 2011: Nur der Mond ist mein Zeuge auf Silla Instinkt von Silla
- 2014: Vergib mir (Juice Exclusive auf Juice-CD #163)
- 2015: JORD4N (Freetrack)
- 2015: Zur selben Zeit und Pablo Escobar auf Weil die Straße nicht vergisst von Fler
- 2016: Bündel und Bewaffnet & Ready auf Vibe von Fler
- 2017: Ü-berall connected auf Racaille von Mortel
- 2018: Million auf MOSEASON von M.O.030
- 2018: Ice Cream auf Flizzy von Fler
- 2019: Blame it on the Pigment auf Obsession von Mashanda
- 2019: Liga auf MOZONE von M.O.030
- 2019: Jeder auf Eastside Junge von Niqo Nuevo
- 2020: Keep It Real auf Hollywood Uncut von Bonez MC